# Blacks and Blues
Blacks and Blues es el tercer álbum de estudio de la flautista de jazz estadounidense Bobbi Humphrey. Fue publicado en febrero de 1974 a través de Blue Note Records.

## Recepción de la crítica
Un escritor no especificado de Record World indicó que “los notables del jazz ayudan uniendo sus elocuentes esfuerzos, rodeando el claro y emotivo sabor de flauta de Ms. Humphrey con una energía vibrante”. Un escritor no especificado de Billboard declaró: “[Bobbi Humphrey] sigue desarrollándose hasta convertirse en una técnica con ideas sólidas. Afortunadamente, sus líneas son fáciles de entender y, con la incorporación de una serie de acompañantes de primer nivel de Los Ángeles, crea un enérgico programa de música destinado a irrumpir en el espectro pop”.

## Lista de canciones
Todas las canciones compuestas por Larry Mizell.
Lado uno
1. «Chicago, Damn» – 6:44
2. «Harlem River Drive» – 7:24
3. «Just a Love Child» – 8:21

Lado dos
1. «Blacks and Blues» – 4:30
2. «Jasper Country Man» – 5:16
3. «Baby's Gone» – 8:47

## Créditos y personal
Créditos adaptados desde las notas de álbum de Blacks and Blues.
Músicos
- Bobbi Humphrey – flauta, voces
- Jerry Peters – piano, piano Fender Rhodes
- Chuck Rainey – Fender Bass
- Ron Brown – Fender Bass
- Stephanie Spruill – percusión
- Fonce Mizell – clavinet, trompeta
- Fred Perren – sintetizador ARP
- David T. Walker – guitarra
- John Rowin – guitarra
- Harvey Mason – batería
- King Errison – conga

Personal técnico
- Larry Mizell – productor, arreglos, conductor
- Chuck Davis – productor, ingeniero asistente, mezclas
- George Butler – productor ejecutivo
- John Mills – ingeniero de audio, mezclas
- John Arias – ingeniero asistente, mezclas
- Bob Cato – fotografía, director artístico
- John Williams – diseño de portada

## Posicionamiento

### Gráfica semanal
| Gráfica (1974)                            | Pico de posición |
| ----------------------------------------- | ---------------- |
| Estados Unidos (Billboard Top LPs & Tape) | 84               |
| Estados Unidos (Billboard Jazz LPs)       | 2                |
| Estados Unidos (Billboard Soul LPs)       | 18               |

### Gráfica de fin de año
| Gráfica (1974)                      | Pico de posición |
| ----------------------------------- | ---------------- |
| Estados Unidos (Billboard Jazz LPs) | 10               |
| Estados Unidos (Billboard Soul LPs) | 48               |